# Асбест-Камень
Асбест-Камень — озеро в Сысертском городском округе Свердловской области. Бывший карьер по добыче асбеста. Находится на берегу реки Мочаловка, южнее Терсутского болота. Входит в состав природного парка «Бажовские места»

## Описание
Отработанный карьер по добыче асбеста, расположенный в 3,5 км к югу от посёлка Асбест и находящегося восточнее посёлка Терсутского болота. Асбест-Камень состоит из двух выработок, разделенных между собой перешейком. Западная часть — это сухой, не затопленный водой карьер, поросший лесом. Восточная часть — лесное озеро с чистой водой.

## История
Мочаловское месторождение антофиллит-асбеста было открыто в 1952 году при поисковых работах, возглавлял которые А. И. Виноградов. Восточнее посёлка, на Сысертском месторождении асбеста, с 1940 года уже велась добыча, после которой также остались 4 затопленных карьера: Первый, Второй, Четвертый и Терсутский (непосредственно на болоте), номера их соответствуют номерам участков геологических исследований. Эти карьеры путают иногда с Асбест-Камнем. Добыча асбеста на разных участках велась Сысертским асбестовым рудоуправлением до 1990 года, после чего некоторые отработанные карьеры заполнились водой.

## Охранный статус
Геоморфологический и гидрологический памятник природы областного значения, входит в состав природного парка «Бажовские места». Площадь памятника — 91,7 га. Часть туристического маршрута, проходящего через гору Марков Камень.